# بخش المیرانت

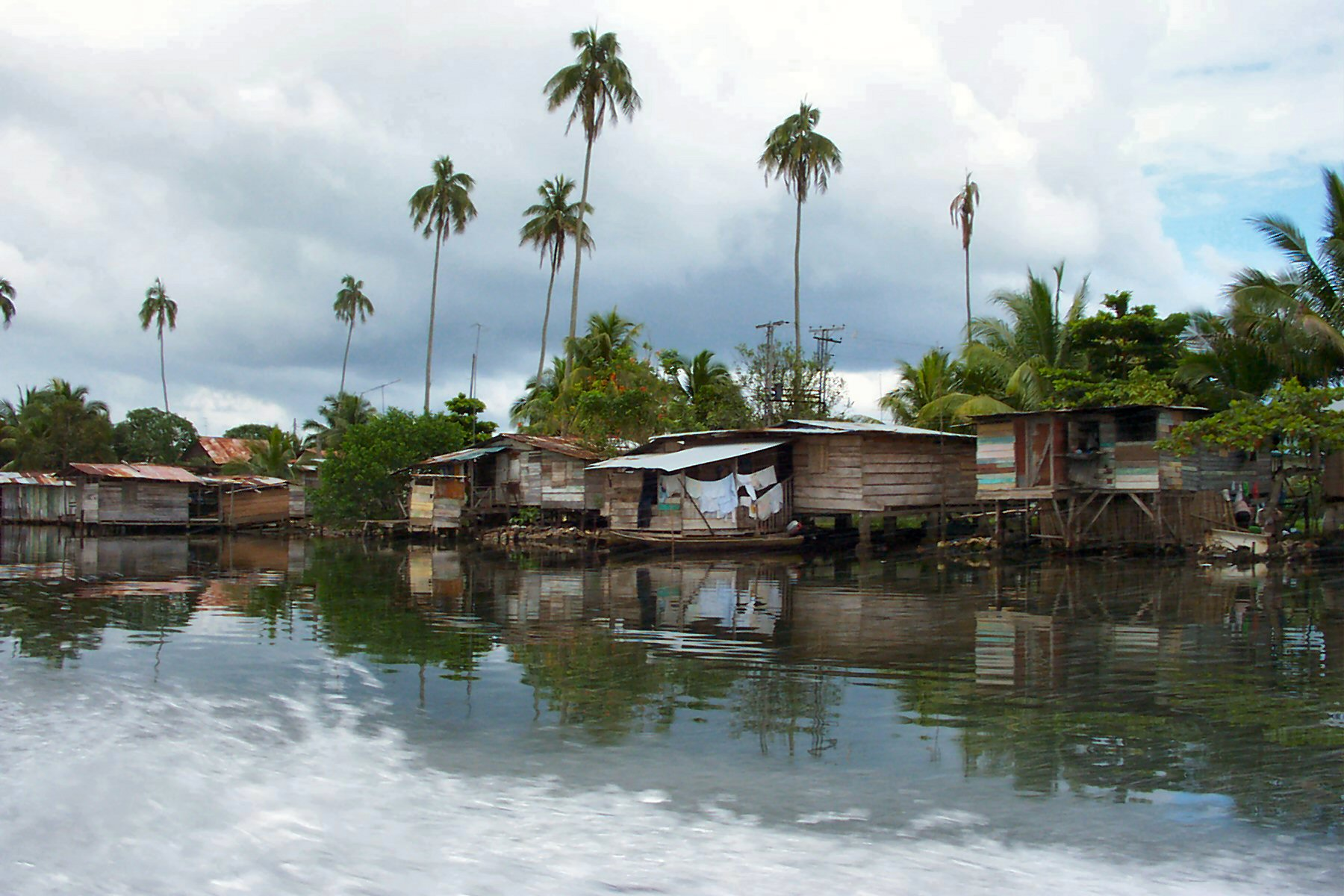
المیرانت

المیرانت، بوکاس دل تورو (به اسپانیایی: Almirante, Bocas del Toro) یک منطقهٔ مسکونی در پاناما است که در استان بوکاس دل تورو واقع شده‌است.

## خصوصیات
المیرانت ۸٬۸۱۶ نفر جمعیت دارد.